# Pitcairnia elliptica
Pitcairnia elliptica är en gräsväxtart som beskrevs av Carl Christian Mez och Luis Aloysius, Luigi Sodiro. Pitcairnia elliptica ingår i släktet Pitcairnia och familjen Bromeliaceae. IUCN kategoriserar arten globalt som akut hotad.
Artens utbredningsområde är Ecuador. Inga underarter finns listade i Catalogue of Life.